# 3750
3750 è il secondo album in studio del gruppo deathcore statunitense The Acacia Strain, pubblicato nel 2004.

## Tracce
1. Carbomb – 1:17
2. Brown Noise – 3:11
3. 3750 – 2:30
4. Smoke Ya Later – 4:10
5. Extreme Wrath of the Jhiaxus – 1:32
6. Drawn and Quartered – 2:17
7. Passing the Pencil Test – 2:58
8. Halcyon (instrumental) – 2:51
9. Sun Poison and Skin Cancer – 8:30

## Formazione
- Vincent Bennett – voce
- Daniel Laskiewicz – chitarra, basso
- Daniel Daponde – chitarra, basso, cori
- Chris Daniele – chitarra
- Benjamin Abert – batteria, percussioni